# Kameškovo
Kameškovo (rusky Камешково) je město ve Vladimirské oblasti Ruské federace. Při sčítání lidu v roce 2010 mělo přes třináct tisíc obyvatel.

## Poloha
Kameškovo leží přibližně čtyřicet kilometrů na severovýchod od Vladimiru, správního střediska oblasti. Přibližně šest kilometrů na jih od města protéká Kljazma, přibližně šest kilometrů na sever od města protéká Naromša (přítok Uvodě v povodí Kljazmy.

## Dějiny
Kameškovo vzniklo v roce 1892 jako sídlo pracovníků vznikající tkalcovny.
Od 12. června 1951 je Kameškovo městem.